# Oniromyia caffrariae
Oniromyia caffrariae är en tvåvingeart som beskrevs av Hesse 1960. Oniromyia caffrariae ingår i släktet Oniromyia och familjen svävflugor. Inga underarter finns listade i Catalogue of Life.